# Le Bonheur du jour
Le Bonheur du jour est un film muet français en noir et blanc, réalisé par Gaston Ravel, sorti en 1927.

## Synopsis
Jean Plessier découvre un jour dans les tiroirs d'un bonheur du jour, relégué dans le grenier du château où il vit, des lettres révélant un secret concernant sa naissance. Accablé, il décide de s'éloigner de sa famille, malgré l'affection de son entourage. L'action se déroule à vingt ans de distance.

## Fiche technique
- Titre : Le Bonheur du jour
- Réalisation : Gaston Ravel
- Assistant réalisateur et décorateur : Tony Lekain
- Scénario : Edmond Guiraud d'après la pièce Le Bonheur du jour
- Photographie :  Robert Batton, Henri Gondois
- Producteur : Jacques Haïk
- Société de production : Les Établissements Jacques Haïk
- Société de distribution : Franco-Film

## Distribution
- Pierre Batcheff : Jean Plessiers de Chavignac
- Elmire Vautier : Madame Plessiers
- Henry Krauss : Le docteur Plessiers
- Francine Mussey : Germaine d'Aguzon
- Maurice Schutz : Monsieur d'Aguzon
- Suzanne Munte : Madame d'Aguzon